# Jojo Lapin
Cet article possède un paronyme, voir Jeannot Lapin.
 (février 2022).
Si vous disposez d'ouvrages ou d'articles de référence ou si vous connaissez des sites web de qualité traitant du thème abordé ici, merci de compléter l'article en donnant les références utiles à sa vérifiabilité et en les liant à la section « Notes et références ».
Jojo Lapin (titre original : Br'er Rabbit) est une série de vingt-trois romans pour la jeunesse écrits par Enid Blyton entre 1934 et 1963. 
En traduction française, le premier parut en 1969, le dernier en 1977 dans la célèbre collection Bibliothèque rose.
Le protagoniste n'est pas un personnage original d'Enid Blyton mais est inspiré de Frère Lapin (Brother Rabbit), un personnage du folklore afro-américain du sud-est des États-Unis, popularisé par les Contes de l'oncle Rémus.
Il apparaît également dans le film de Walt Disney Mélodie du Sud et des bandes dessinées Disney sous le nom de Frère Lapin ou Bibi Lapin.

## Titres
1. Jojo Lapin a des problèmes
2. Jojo Lapin à la fête
3. Jojo Lapin chez maître Renard
4. Jojo Lapin contre Frère Ours
5. Jojo Lapin détective
6. Jojo Lapin et le Bonhomme de neige
7. Jojo Lapin et le Crocodile
8. Jojo Lapin et le Diner de Compère Loup
9. Jojo Lapin et le Géant
10. Jojo Lapin et le Grand Crocoreille
11. Jojo Lapin et le Hibou
12. Jojo Lapin et le Loup
13. Jojo Lapin fait des farces
14. Jojo Lapin fait le brave
15. Jojo Lapin, roi des malins
16. Jojo Lapin va à la pêche
17. Jojo Lapin va au marché
18. Le Feu d'artifice de Jojo Lapin
19. Le Pique-nique de Jojo Lapin
20. Le Pommier de Jojo lapin
21. Les Aventures de Jojo Lapin
22. Les Bons Trucs de Jojo Lapin
23. Les Oreilles de Jojo Lapin